# Winfield S. Hancock
Winfield Scott Hancock (Montgomeryville, 14 februari 1824 – New York, 9 februari 1886) was een Amerikaans militair en politicus. Als generaal vocht hij in de Amerikaanse Burgeroorlog, onder meer in de Slag bij Gettysburg in 1863 aan de kant van de Unie. Hij verloor nipt de Amerikaanse presidentsverkiezingen 1880 als kandidaat van de Democratische Partij.

## Militaire loopbaan
- Brevet Second Lieutenant: 1 juli 1844
- Second Lieutenant: 18 juli 1846[2]
- Brevet First Lieutenant: 1853[2]
- Captain: 7 november 1855
- Brigadier General: 23 september 1861[2]
- Major General of the Volunteers: 29 november 1862